# سانی کیتل
سانی کیتل (آلمانی: Sonny Kittel؛ زادهٔ ۶ ژانویهٔ ۱۹۹۳) بازیکن فوتبال اهل آلمان است که در پست هافبک هجومی بازی می‌کند. وی آخرین بار برای باشگاه ورزشی هامبورگ به میدان رفته‌است.
از باشگاه‌هایی که در آن بازی کرده‌است می‌توان به باشگاه فوتبال اینگولشتات ۰۴، باشگاه فوتبال آینتراخت فرانکفورت، و باشگاه ورزشی هامبورگ اشاره کرد.
وی همچنین در تیم‌های ملی فوتبال آلمان در رده‌های سنی مختلف بازی کرده‌است.